# Resalat (gisement)
Resalat est un gisement offshore de pétrole d'Iran, situé dans le Golfe Persique et dépendant de la province d'Hormozgan. Situé à 93 km au sud de l'île de Lavan, il est proche de la frontière maritime avec le Qatar et les Émirats Arabes Unis. Il est exploité par la Iranian Offshore Oil Company, et est désigné par cette société comme l'un des champs du "district de Lavan", qui regroupe aussi les gisements de Salman, de Reshadat, de Balal ainsi que le champ gazier de Lavan. 
Il est doté de 14 puits. 